# Lycianthes inconspicua
Lycianthes inconspicua är en potatisväxtart som beskrevs av Friedrich August Georg Bitter. Lycianthes inconspicua ingår i Himmelsögonsläktet som ingår i familjen potatisväxter. Inga underarter finns listade i Catalogue of Life.